# Lancepyris
Lancepyris (лат.) — ископаемый род мелких архаичных ос-бетилид из подсемейства Lancepyrinae. Обнаружен в отложениях мелового периода.

## Описание
Осы мелких размеров (длина тела от 2,4 до 3,5 мм). Антенны с 13 члениками; оцеллии присутствуют; пронотальный диск трапециевидный; задний край пронотального диска равномерно вогнут; скутеллярная бороздка присутствует; метанотум длинный медиально, но без срединной ямки; проподеальный диск без шипиков на заднем углу; тегула присутствует. Крылья полностью развиты; передний край переднего крыла прямой; жилка С переднего крыла присутствует; Rs+M переднего крыла трубчатые, хорошо пигментированные, прямые и параллельны заднему краю крыла; M+RS переднего крыла прямые. Коготки лапок слабо изогнуты; метасома длиннее мезосомы; второй метасомальный тергит примерно такой же длины, как третий. Самец неизвестен. Передние голени с несколькими дистальными шипами и с одной вершинной шпорой; средняя голень широкая, с двумя шпорами; задняя голень с двумя шпорами. Формула члеников лапок 5:5:5.
- †Lancepyris alavaensis Ortega & Engel, 2013 — испанский янтарь (в 2016 году выделен в отдельный род Zophepyris)
- †Lancepyris opertus Azevedo and Azar, 2012 — ливанский янтарь